# Biopolitique

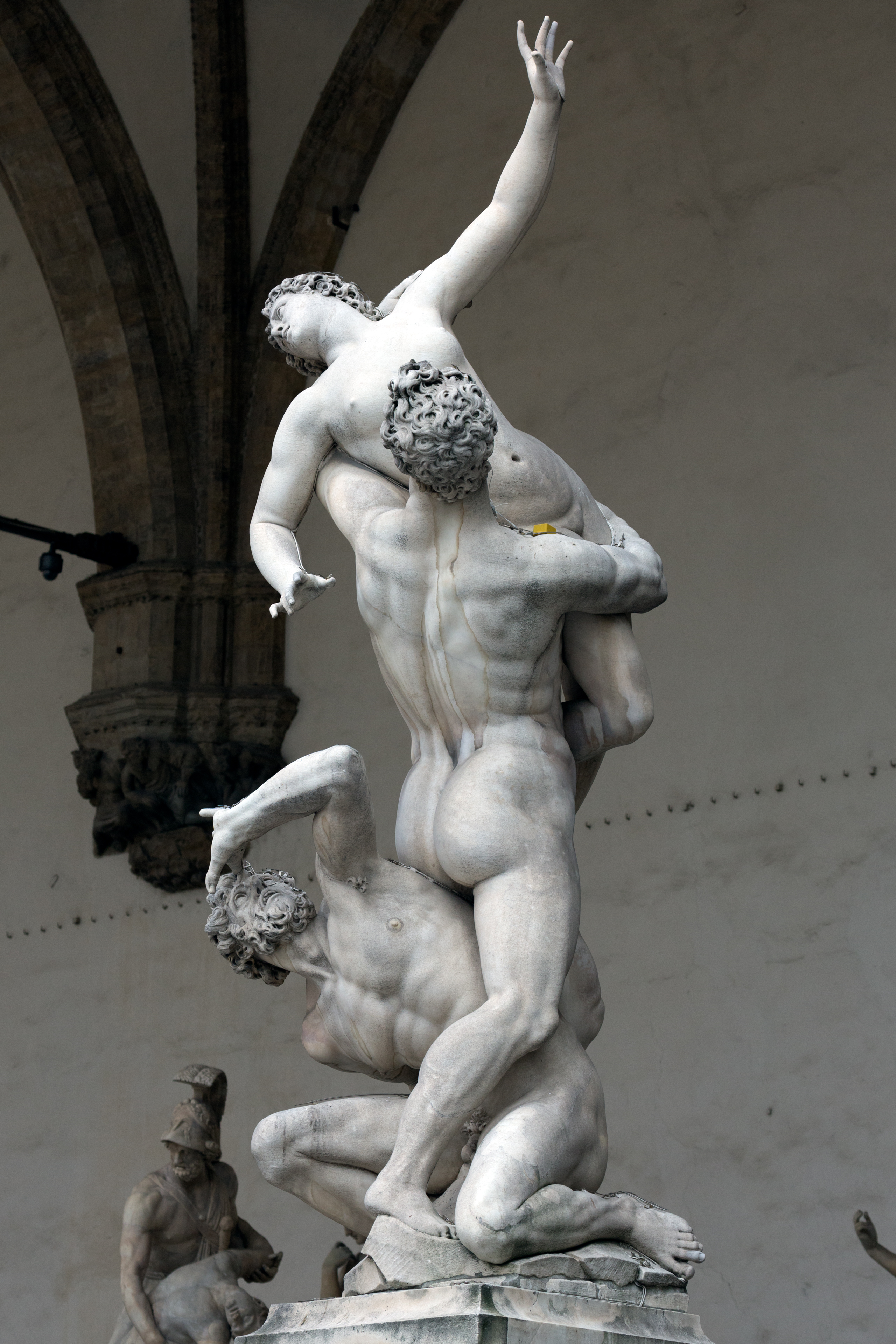
L'enlèvement des Sabines, par le sculpteur Giambologna, 1582

Le terme biopolitique est un néologisme associé à l'écologie politique.
Il est par ailleurs utilisé par Michel Foucault pour identifier une forme d'exercice du pouvoir qui porte, non plus sur les territoires mais sur la vie des individus, sur des populations, le biopouvoir.
Il a été repris et développé depuis par Giorgio Agamben, Toni Negri et Roberto Esposito.

## Biopolitique et écologie
Dans le domaine de l'écologie politique, le terme biopolitique est « utilisé en Allemagne dès le début des années 1960 lors des congrès de la Société internationale pour la recherche sur les maladies de la civilisation et les subtances vitales. ». 
« Quant au 20e siècle, il a, dans sa seconde moitié, provoqué des réactions contre des dangers jusqu'alors inconnus, mais non imprévisibles, consécutifs à l'explosion démographique et industrielle sans précédent qui le caractérise. Ces réactions constituèrent ce que Günther Schwab et André Birre appelèrent (...) la Biopolitique. Denis de Rougemont, dès les années 30, dénonçait déjà ces périls ; ses prophèties firent de lui un hérétique (...) Aujourd'hui elle
est devenue l'Écologie politique ou, par contraction des termes : l'écopolitique. »
En France, « en 1967, André Birre propose ainsi d'adopter le terme biopolitique. » « André Birre définit le terme comme "la science et l'art de la conduite des Etats, compte tenu des limites imposées par les lois naturelles et les données ontologiques" et crée les Cahiers de la biopolitique pour encourager une réflexion collective à ce sujet. » Les Cahiers de la biopolitique paraissent à partir de 1968 et contribuent aux débats sur l'agriculture biologique dans l'association Nature et Progrès.

## Biopolitique et discipline

### L'intégration du vivant dans la politique
La « biopolitique » naît publiquement à Rio de Janeiro en octobre 1974, lors d'une série de cours sur « La médecine sociale ». Certains de ces cours ont été publiés et se trouvent dans les Dits et écrits de Michel Foucault : 
- « La naissance de la médecine sociale », p. 207-228[6]
- « L'incorporation de l'hôpital dans la technologie moderne », III, nº 229 [6]

Foucault recourt à un modèle, le différentiel de traitement des épidémies de lèpre et de peste, qui sera repris au Collège de France (le 15 janvier 1975), et qui se retrouve dans Surveiller et punir (inaugurant le chapitre « Le panoptisme »), publié au début de l'année 1975. À trois reprises en quelques mois, Foucault use de la même figure, à chaque fois différemment. Une constante toutefois : il y voit l'illustration du passage d'un type de pouvoir à un autre. À chaque fois, il relève que ce nouveau type de pouvoir prend en compte et s'exerce sur le corps et sur la vie, à la différence du plus ancien qui s'appliquait, selon le modèle juridique, sur les sujets.
Dans l'attention à la vie de la population tel qu'il est mis en évidence dans la quarantaine, Foucault voit les débuts de ce qu'il va appeler la « biopolitique ». Il s'agit de la prise en compte progressive, par le pouvoir, de la vie de la population. Cela ne veut pas dire simplement un groupe humain nombreux, mais des êtres vivants traversés, commandés, régis par des processus, des lois biologiques. Une population a un taux de natalité, une pyramide des âges, une morbidité, elle peut périr ou bien au contraire se développer. C'est une application à optimiser la force collective. Et c'est ainsi que l'on peut lire le dispositif de la quarantaine : maximaliser la vie de la population. De cette prise en compte de la population, de nouveaux types de problèmes vont se poser comme ceux de l'habitat, des conditions de vie dans une ville, de l'hygiène publique, de la modification du rapport entre natalité et mortalité.
Foucault va tantôt mettre l'accent sur la prise en compte de la vie, et développer la genèse de la biopolitique, tantôt souligner la surveillance individualisante, et mettra en avant l'émergence du pouvoir disciplinaire.
La biopolitique serait pour Michel Foucault, l'action concertée de la puissance commune sur l'ensemble des sujets, en tant qu'êtres vivants, sur la vie de la population, considérée comme une richesse de la puissance commune, devant être l'objet d'attention en vue de la faire croître et d'en accroître la vitalité.

#### Lèpre et exclusion
Au Moyen Âge, la lèpre se soigne par l'exclusion du lépreux. Considérée comme un châtiment de Dieu, la maladie inspire une véritable terreur. Au cours d'une cérémonie, la separatio leprosorum, le lépreux est déclaré mort civilement et exclu de la communauté. Dans certains diocèses, il assiste même, dissimulé, au simulacre de sa propre inhumation avant de rejoindre la léproserie. Cette exclusion, géographique, civile, de la communauté physique lui assure son inclusion, culturelle et divine. 

« Le pécheur qui abandonne le lépreux à sa porte lui ouvre le salut. »

Le lépreux part habiter l'espace qu'occupe la léproserie dans la géographie physique et sociale : aux portes de la ville. Au bord des villes, non pas à l'intérieur mais non plus exactement en dehors de l'espace social et humain. De même que son exclusion de l'ordre humain apporte au lépreux l'inclusion sotériologique (l'ouvre au salut), la léproserie insiste, dans sa visibilité marginale, à rappeler en permanence cette séparation et cette malédiction divine, la puissance du divin.
La topographie qui met en rapport dialectique la ville et la léproserie répète la topologie de la relation du lépreux et de la communauté. Soit une séparation nette : la communauté d'un côté et de l'autre, sans contact, mais en rapport, la masse indistincte de ceux qui en ont été rejetés : les lépreux.
Séparation, division binaire signent le souverain.

#### Peste et surveillance
Lorsque la peste se déclarait dans une ville, une série de mesures était donnée qu'il fallait suivre, « sous peine de la vie » qui visait à mettre la population sous la plus étroite surveillance possible. La ville et ses alentours étaient fermés (dans sa lecture, Foucault ne va pas tellement insister sur ce point), avec interdiction d'en sortir. Le territoire mis en quarantaine était partagé en districts, les districts étaient partagés en quartiers, puis dans ces quartiers on isolait les rues, et il y avait dans chaque rue des surveillants, dans chaque quartier des inspecteurs, dans chaque district des responsables de district et dans la ville elle-même soit un gouverneur nommé à cet effet, soit encore les échevins qui avaient reçu, au moment de la peste, un supplément de pouvoir.
Les animaux errants étaient tués. Chaque habitant devait se faire recenser. Une fois le recensement et le partage du territoire achevés, chacun devait s'enfermer chez soi, toutes les clefs étaient rassemblées. Plus personne n'avait le droit de sortir et de circuler dans la ville. Un dispositif était prévu pour l'alimentation (réserves faites, système d'approvisionnement par paniers et poulies pour les denrées périssables).
Ville immobilisée. Dans ce territoire isolé, à cette population paralysée dans la quarantaine, on appliquait des mesures de surveillance quadrillée.

« Plus personne ne pouvait circuler, à l'exception des inspecteurs, des soldats, des intendants et des “corbeaux” : des misérables devant porter les malades, enterrer les morts, nettoyer les lieux infectés, etc. dont la mort ne comptait pas. »

Quotidiennement, les inspecteurs passaient devant chacune des maisons dont ils avaient la charge et chaque habitant devait se présenter à une fenêtre (si possible, une fenêtre spécifique pour chacun). Les présents étaient notés. Si quelqu'un ne se présentait pas à la fenêtre, c'est qu'il était malade, ou bien mort. Les inspecteurs avaient également pour tâche de surveiller que personne ne sortît et de noter tous les événements, toutes les réclamations, toutes les remarques. Chaque jour, ils transmettaient au chef de district l'ensemble des informations relevées.
Vérification permanente de la vitalité de chacun dans la communauté figée. Émergence de la relation pouvoir/savoir.
La population est captée par le pouvoir politique qui cherche à en surveiller et à maîtriser les comportements, par une prise de corps. On note les morts, les malades, les événements de toute sorte. La ville est immobilisée et la population soumise à un enregistrement continu de son état. Chacun est surveillé, contrôlé, en permanence. Bien que ces mesures exceptionnelles (pour le cas des pestes) aient pour but de stopper l'épidémie, c'est avant tout à l'utopie de la cité bien gouvernée, où le pouvoir d'Etat peut s'affranchir du système juridique et délibératif que renvoient pour Foucault de telles mesures. Cette utopie est radicalement différente de celle du "gouvernement de la lèpre" qui est celle d'une "société pure". Ainsi, la gouvernementalité de la peste semble poser une norme pour le dispositif disciplinaire.

### «Les mailles du pouvoir»
En 1976, à Salvador de Bahia, Michel Foucault reprend l'analyse du fonctionnement réel du pouvoir à l'aide des catégories de biopolitique et de discipline (ou anatomo-politique) qu'il avait commencé deux ans plus tôt à Rio de Janeiro.
Au regard des intérêts du capitalisme, le vieux « système de pouvoir » souverain présentait deux grands défauts.
- « … le pouvoir politique, tel qu'il s'exerçait dans le corps social, était un pouvoir très discontinu », trop de choses lui échappaient (la plupart des choses en réalité : des activités de contrebande, des délits, etc.) : les mailles étaient trop grandes. D'où une première préoccupation : réduire la taille de celles-ci. Comment « … passer d'un pouvoir lacunaire, global, à un pouvoir continu, atomique et individualisant : que chacun, que chaque individu en lui-même, dans son corps, dans ses gestes, puisse être contrôlé, à la place des contrôles globaux et de masse » ?
- « Le second grand inconvénient des mécanismes de pouvoir, tels qu'ils fonctionnaient dans la monarchie, est qu'ils étaient excessivement onéreux. » Le pouvoir « … était essentiellement pouvoir de prélèvement » : essentiellement percepteur et prédateur. Dans cette mesure, il opérait toujours une soustraction économique et, par conséquent, loin de favoriser et de stimuler le flux économique, il était perpétuellement son obstacle et son frein. D'où cette seconde préoccupation : « trouver un mécanisme de pouvoir tel que, en même temps qu'il contrôle les choses et les personnes jusqu'au moindre détail, il ne soit pas onéreux ni essentiellement prédateur pour la société, qu'il s'exerce dans le sens du processus économique lui-même »[11].

C'est à ces deux préoccupations que vont commencer de répondre les dispositifs disciplinaires et biopolitiques. Le dispositif de la quarantaine peut être compris comme une des premières tentatives de 
contrôle fin au niveau individuel. L'inconvénient étant son fort coût et l'arrêt de toute activité économique, paralysie de la ville. Comment alors concilier ce dispositif, parfait du point de vue de la surveillance individualisée, avec l'activité économique ? La réponse sera trouvée dans la mise en place des institutions disciplinaires qui, en opérant des sortes de quarantaines partielles mais de longue durée, distribueront, répartiront les dispositifs de contrôle, permettant la poursuite et même l'amélioration de l'activité économique. Les différentes institutions disciplinaires se raccordent par des réseaux de communication. Réseau de systèmes durs de contrôle.
La direction que prend le pouvoir, qui correspond au passage d'un pouvoir monarchique à un pouvoir bourgeois, est : contrôler le plus finement possible, le plus économiquement possible, plus vite aussi, de façon à favoriser le développement économique.
Les sociétés disciplinaires auraient atteint leur apogée au début du XXe siècle et un autre type de société serait en train de leur succéder, que Gilles Deleuze, en affirmant suivre Michel Foucault, nomme vers la fin de sa vie les « sociétés de contrôle ».